# Diamant Salihu
Diamant Salihu, född 1 december 1983 i Gjakova i forna Jugoslavien (i nuvarande Kosovo), är en svensk journalist och författare. 

## Karriär
Diamant Salihu har albanskt ursprung och föddes i nuvarande Kosovo men är från åtta års ålder uppvuxen i Borlänge.
Salihu har bland annat arbetat på Värnpliktsnytt och Borlänge Tidning. Han anställdes 2006 på tidningen Expressen där han arbetade som reporter och periodvis även var tidningens korrespondent i London och New York. År 2012, då Salihu var reporter på Expressen, dömdes han för vapenbrott efter ett inköp av en pistol för ett researcharbete. År 2017 anställdes han som reporter vid Sveriges Television. 2023 lämnade han nyhetsredaktionen och blev en del av redaktionen för Uppdrag granskning.
År 2021 publicerade Salihu reportageboken Tills alla dör om konflikter mellan olika gäng på Järvafältet. Samma år tilldelades han Stora journalistpriset i kategorin Årets röst för sitt arbete med att bevaka gängvåldet. År 2022 fortsatte han sin granskning av de konsekvenser gängkrigen har i Järvaområdet med en fristående del till SVT-programmet Våra barn dör.
År 2023 kom han ut med boken När ingen lyssnar, där han med startpunkt i knäckandet av Encrochat våren 2020 fördjupar bilden av de kriminella nätverken och polisens kamp mot dem.
Salihu var sommarvärd i P1 den 27 juni 2022.

## Utmärkelser
- Stora journalistpriset,  2021[13]
- Guldspaden, för Tills alla dör,  2022[14]
- Bernspriset, för Tills alla dör,  1 februari 2022[15]
- Raoul Wallenberg-priset,  2023[16]

[Redigera Wikidata]

## Privatliv
Diamant Salihu är gift.